# Ediție omnibus
O ediție omnibus este o colecție care reunește mai multe lucrări ale aceluiași, sau foarte rar, ale unui autor diferit. De obicei, două sau mai multe lucrări au fost publicate anterior ca volume, dar o colecție de lucrări mai scurte sau lucrări mai scurte adunate împreună cu o carte publicată anterior poate fi, de asemenea, cunoscută sub numele de omnibus.
Edițiile omnibus consolidează serii lungi în mai puține cărți. Prețul este același sau mai mic decât a cumpăra fiecare volum separat.